# Epicerura plumosa
Epicerura plumosa är en fjärilsart som beskrevs av Sergius G. Kiriakoff 1962. Epicerura plumosa ingår i släktet Epicerura och familjen tandspinnare. Inga underarter finns listade i Catalogue of Life.